# Sporoxeia clavicalcarata
Sporoxeia clavicalcarata är en tvåhjärtbladig växtart som beskrevs av Chieh Chen. Sporoxeia clavicalcarata ingår i släktet Sporoxeia och familjen Melastomataceae. Inga underarter finns listade i Catalogue of Life.